# Sex, lögner & videovåld
Sex, lögner & videovåld är en svensk actionkomedifilm från år 2000 i regi av Richard Holm. Den spelades in 1990–1993, men färdigställdes inte förrän år 2000, och släpptes direkt till video utan en officiell utgivning. Bland skådespelare finns en mängd kända svenska personer, men även Mel Brooks och Brandon Lee.

## Rollista i urval
- Mikael Beckman – Micke
- Richard Holm – Franz
- Zara Zetterqvist – lillasystern
- Camilla Henemark – Camilla
- Micke Dubois – varmkorvförsäljaren
- Ankie Bagger – flicka som skjuts i näsan
- Mel Brooks – stressad gammal man
- Brandon Lee – köande man utanför nattklubben
- Christina Lindberg – Frigga/Madeleine